# Guinsiliban
Guinsiliban (Bayan ng Guinsiliban) är en kommun i Filippinerna. Kommunen ligger på ön Mindanao, och tillhör provinsen Camiguin. Folkmängden uppgår till 5 092 invånare.
Guinsiliban är indelat i 7 barangayer.